# Proganochelydia
Met Proganochelydia werd een groep in de rang van onderorde aangeduid van primitieve uitgestorven schildpadden die zich ontwikkelden in het Laat-Trias, zo'n 215 miljoen jaar geleden. De vertegenwoordigers van deze groep worden beschouwd als de voorouders van de huidige schildpadden. Doordat die niet in deze onderorde worden geplaatst, is dit taxon parafyletisch en niet langer geaccepteerd.

## Verwantschap
Het lichaam van deze landreptielen was bedekt met een pantser. Hoogstwaarschijnlijk waren ze de voorouders van de huidige zeeschildpadden en aquatische landschildpadden. Er wordt verondersteld dat hun voorouders behoorden tot een vroege groep anapside reptielen, zoals de Pareiasauria of de Procolophonida.

## Indeling
Familie Proganochelyidae
- † Proganochelys Baur, 1887

Familie Proterochersidae
- † Proterochersis Fraas, 1913